# Talent show
Il talent show è uno spettacolo basato sulle esibizioni di artisti non professionisti che intendono dare dimostrazione in pubblico del proprio "talento" attraverso esibizioni di canto, ballo, acrobatiche o teatrali. Molti di tali eventi sono strutturati sotto forma di competizione in cui viene messo in palio un qualche tipo di premio. Si tratta di veri e propri show con un seguito mediatico molto rilevante.
Si possono riscontrare alcune somiglianze tra i diversi talent show: una struttura incentrata sulla competizione, una performance basata sulle capacità e la presenza di giudici e mentori, il coinvolgimento del pubblico tramite voto, un processo di eliminazione e infine un vincitore. Questi caratteristi tipici del talent show permangono nel tempo e si combinano nelle forme più diverse.
Una delle possibili variabili che distingue i talent show è quella che riguarda la tipologia dei partecipanti: celebrità (Dancing with the Stars), persone comuni (Got Talent) oppure entrambi (Masterchef).
L’arco narrativo dei talent show si sviluppa attraverso diverse fasi: dalla fase di selezione a quella di eliminazione. Quest’ultima rappresenta la caratteristica più apprezzata dal pubblico, che si vede coinvolto nel processo di trasformazione dei protagonisti nel corso del programma e, spesso, è egli stesso a decidere attraverso il televoto quale partecipante eliminare. Questo meccanismo porta lo spettatore ad affezionarsi e immedesimarsi nei differenti concorrenti, il pubblico sarà così coinvolto all’interno dello storytelling del programma e questo lo porterà a seguire l’intero svolgimento dello show mantenendone sempre alta l’attenzione.
Il fattore che ne determina la popolarità è quello dell’eroe dal volto comune: il bisogno psicologico delle diverse civiltà di trovare miti e eroi in cui poter credere. Lo spettatore segue le diverse vicende tra competizioni, sfide e ostacoli, assistendo così alla crescita del personaggio fino ad accompagnarlo alla sua vittoria o sconfitta. La metafora dell’eroe che sconfigge i suoi nemici rappresenta l’uomo comune che supera i propri limiti per cambiare la propria vita, che mostra l’individualismo tipico della società occidentale contemporanea.
La presenza di giudici o mentori all’interno del programma conferisce interattività, aumenta il coinvolgimento degli spettatori che condividono o meno l’opinione di un giudice. Il fatto che spesso i giudici rivestano una certa autorevolezza all’interno del settore in cui ne è richiesta l’opinione (a Masterchef sono chef stellati, a X Factor sono musicisti affermati ecc.) li rende spesso i veri e propri protagonisti del programma.
Dagli anni 2000 il talent show è divenuto molto popolare come sottogenere televisivo del reality show, costituito da programmi che si pongono al pubblico come "scopritori di talenti" e che offrono ai vincitori un ambito trampolino di lancio nel mondo dello spettacolo, specialmente in campo musicale. Tra questi programmi troviamo: American Idol, Pop Idol, The X Factor, Popstars, Got Talent e The Voice.

## Talent show televisivi

### Nel Regno Unito

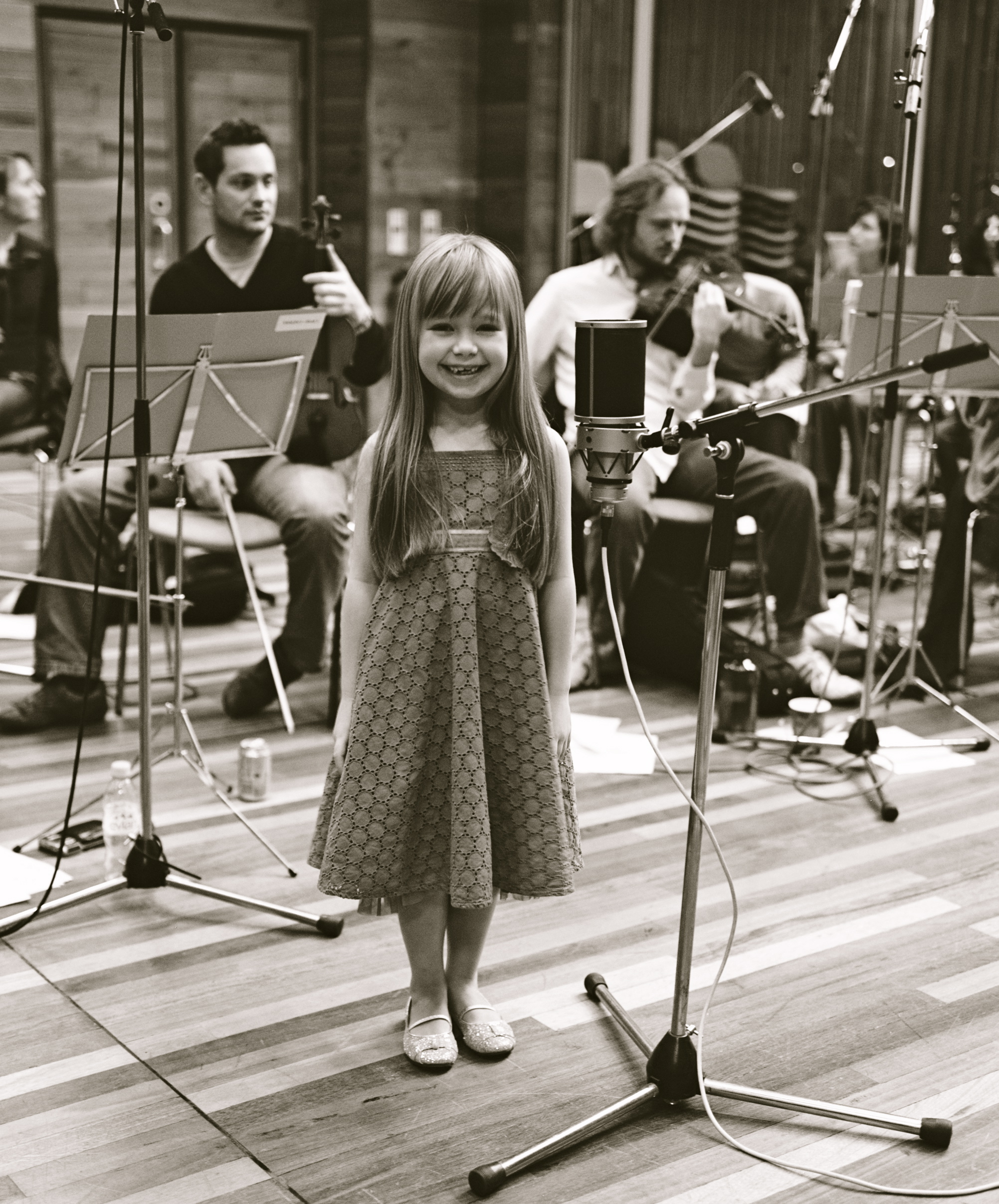
Connie Talbot, inglese, nata il 20 novembre 2000, finalista nel 2007 al talent show Britain's Got Talent

Il Regno Unito è il paese europeo più influente dal punto di vista dei talent show, infatti molti di questi programmi sono nati in Gran Bretagna per poi diffondersi nel resto del mondo.
Nel 2001 il produttore discografico e televisivo Simon Fuller crea il talent show Pop Idol. Il programma a cui partecipano aspiranti cantanti viene trasmesso per due edizioni sull'emittente britannica ITV e successivamente viene esportato in altri paesi come Stati Uniti, Australia, Svezia, Francia e altri ancora. Nello stesso periodo Fuller lancia anche un altro programma, Popstars, anche questo poi esportato in altri paesi, tra cui l'Italia. Tra i nuovi talenti lanciati da questi due programmi vi sono: Will Young (vincitore della prima edizione di Pop Idol) e le Girls Aloud (girlband formatasi con la seconda edizione di Popstars).
Nel 2004 nasce il talent show The X Factor, ideato e prodotto da Simon Cowell, che nel corso degli anni vede la partecipazione in veste di giudici di Simon Cowell, Sharon Osbourne, Louis Walsh, Dannii Minogue, Cheryl Cole, Gary Barlow, Kelly Rowland, Tulisa, Nicole Scherzinger, Mel B, Nick Grimshaw e Rita Ora. Il programma ottiene un grande successo nel Regno Unito e successivamente viene esportato in altri paesi, tra cui l'Italia. Il talent oltre ad aver lanciato artisti come Leona Lewis, One Direction, Little Mix, Alexandra Burke, JLS, Olly Murs, Rebecca Ferguson, Cher Lloyd ed Ella Henderson, ha anche contribuito a lanciare con successo la carriera solista della giurata Cheryl Cole (componente delle Girls Aloud nate dal talent show Popstars).
Nel 2007 viene trasmesso il talent show Britain's Got Talent, adattamento britannico della versione americana, creato da Simon Cowell, al quale partecipano artisti dilettanti di qualsiasi età che si esibiscono in varie discipline davanti ad una giuria composta nel corso degli anni da Cowell, Amanda Holden, Piers Morgan, David Hasselhoff, Alesha Dixon, David Walliams e Michael McIntyre. Tra i talenti lanciati dal programma vi è la cantante Susan Boyle.
Nel 2012 viene realizzata la versione britannica del talent show olandese The Voice, con la partecipazione in veste di giudici nel corso delle varie edizioni di will.i.am, Tom Jones, Jessie J, Danny O'Donoghue, Kylie Minogue, Ricky Wilson e Rita Ora.

### Negli Stati Uniti
Negli Stati Uniti il talent show più importante è American Idol, ideato da Simon Fuller e in onda dal 2002, con la partecipazione, nel corso degli anni, in veste di giudici di Simon Cowell, Paula Abdul, Randy Jackson, Kara DioGuardi, Ellen DeGeneres, Jennifer Lopez, Steven Tyler, Mariah Carey, Nicki Minaj, Keith Urban e Harry Connick Jr.. Ad oggi il programma continua ad essere uno dei più seguiti della tv americana e nel corso degli anni ha lanciato cantanti di successo come Kelly Clarkson (vincitrice di 3 Grammy Awards), Carrie Underwood (vincitrice di 7 Grammy Awards) e Jennifer Hudson (detentrice dello status di EGOT).
Nel 2006 Simon Cowell crea il talent show America's Got Talent, al quale partecipano artisti dilettanti che si esibiscono in varie discipline (canto, ballo, recitazione, magia, comicità, ecc.) davanti ad una giuria composta nel corso degli anni da personalità dello spettacolo quali David Hasselhoff, Piers Morgan, Brandy Norwood, Sharon Osbourne, Howie Mandel, Howard Stern, Mel B e Heidi Klum. Dato il successo di pubblico riscontrato, il format viene esportato in altri paesi quali Regno Unito, Australia ed Italia.
Dall'aprile 2011 va in onda il talent show The Voice, format di origine olandese, che vede nel corso delle varie edizioni la partecipazione come giudici di Adam Levine, Blake Shelton, Christina Aguilera, Cee Lo Green, Shakira, Usher, Pharrell Williams e Gwen Stefani.
Dal 2011 al 2013 Simon Cowell importa negli Stati Uniti il talent show britannico The X Factor, che vede la partecipazione come giudici nel corso delle tre edizioni di Simon Cowell, Demi Lovato, L.A. Reid, Britney Spears, Paula Abdul, Nicole Scherzinger, Kelly Rowland, Paulina Rubio e Cheryl Cole.

### In Italia
Nel 1956 la tv pubblica trasmette Primo applauso, il primo talent show televisivo italiano. Negli anni '60 viene proposto Settevoci, negli anni '80 sulle reti Fininvest W le donne, mentre negli anni '90 Gran premio.
Negli anni 2000, il genere televisivo si diffonde sempre di più nella televisione italiana con programmi quali Amici,  Popstars, Operazione Trionfo, Music Farm, Ballando con le stelle, Notti sul ghiaccio, X Factor e Ti lascio una canzone.
Agli inizi degli anni 2010 vengono proposti in Italia altri talent show quali Italia's Got Talent, MasterChef Italia, MTV Spit, Mettiamoci all'opera, Io canto, Tale e quale show, The Voice of Italy, Junior MasterChef Italia, Bake Off Italia, Tú sí que vales, TOP DJ, Pequeños gigantes, Top Chef Italia, Standing Ovation, Celebrity MasterChef Italia, Sanremo Young, Il cantante mascherato ed altri ancora.

### Critiche
I talent show sono stati spesso criticati per il loro format e perché considerati sbagliati in quanto, secondo molti musicisti e celebrità, fanno partire i ragazzi troppo dall'alto e spianano fin troppo la strada del successo ai partecipanti vincenti, mentre quelli perdenti si sentono spesso demoralizzati e si abbattono in modo eccessivo a tal punto da sparire dal mondo televisivo.
Per altri ancora, i talent rovinano il concetto di arte, fantasia e creatività,  tutti aggettivi che contraddistinguono gli artisti, ponendo attenzione solo alla competizione.